# Національний інститут статистики та географії Мексики
Національний інститут статистики та географії Мексики (ісп. Instituto Nacional de Estadística y Geografía, INEGI) — мексиканська урядова організація, що збирає та систематизує статистичну, демографічну, географічну та економічну інформацію про країну. INEGI створено 25 січня 1983 в результаті злиття Бюро статистики (ісп. Dirección General de Estadística або DGE, заснованого 1882 року) та Бюро географії (заснованого 1968 року). Штаб-квартира INEGI розташована в місті Агуаскальєнтес (штат Агуаскальєнтес, Мексика; раніше розташовувалася в Мехіко).
Раніше INEGI відповідала за політику установ Мексики в галузі інформаційних технологій (звідси слово «інформатика» в колишній назві Instituto Nacional de Estadística, Geografía e Informática). Але 2001 року цю функцію передано Секретаріату мексиканської цивільної служби (англ. Secretary of the Mexican Civil Service — SMCS).

## Місія
- Збір та систематизація статистичної інформації з метою забезпечення національних інтересів.
- Регулювання, координація та сприяння розвитку національної статистичної системи з метою забезпечення статистичною інформацією різних верств суспільства.

## Структура
Нині[коли?] Центральна структура INEGI включає сім бюро:[відсутнє в джерелі]
1. Центральне бюро статистики
2. Центральне бюро національних рахунків
3. Центральне бюро географії
4. Центральне бюро кадастрової картографії
5. Центральне бюро інформаційної політики
6. Загальне бюро розповсюдження даних
7. Адміністративна область

Крім цього, INEGI має розгалужену регіональну структуру, яка проводить моніторинг на території країни та надає інформацію в різних галузях.

## Діяльність

### Демографія
- Проводить перепис населення (останній за часом перепис проведено 2020 року, El Censo de Población y Vivienda 2020 (Censo 2020)).

### Макроекономіка
- Розраховує та публікує дані про основні показники в країні, зокрема, макроекономічні, податкові, дані про зайнятість та безробіття.

### Дослідження
- Збирає та систематизує інформацію в галузі рибальства, гірничодобувної промисловості, виробництва електроенергії, водних ресурсів, обробної промисловості, будівництва, транспорту та логістики. Раз на п'ять років видає звіт про стан цих у цих галузях.

### Картографія
- Розробляє стандарти та методику зі стандартизації географічної інформації в країні.
- Проводить наукові дослідження в галузі географії та картографії.
- Створює та очолює Національний реєстр інформації[уточнити].
- Виконує картографічні роботи, необхідні для дотримання міжнародних договорів та конвенцій щодо визначення та демаркації міжнародних кордонів, зокрема, у винятковій економічній зоні.
- Проводить аерофотозйомки.
- Розробляє стандарти, політику та методи, яких слід дотримуватись під час розробки кадастрової та картографічної інформації.
- Координує діяльність зі створення та уточнення системи цифрових карт.
- Підтримує цілісність кодифікації населених пунктів (Код INEGI).